# Chi Sầu riêng
Chi Sầu riêng (danh pháp: Durio) là một chi thực vật thuộc họ Cẩm quỳ, bộ Cẩm quỳ. Một số loài cho quả ăn được gọi là sầu riêng, loài phổ biến nhất là Durio zibethinus. Có 30 loài được công nhận thuộc chi này, nhưng chỉ có 9 loài cho quả ăn được.

## Phân loại
Chi Durio theo nghĩa rộng có 30 loài được công nhận. Chi Durio theo nghĩa hẹp bao gồm 24 loài trong số này. 6 loài bổ sung trong Durio nghĩa rộng hiện được một số tác giả xem là tạo thành chi riêng của chúng, Boschia. Durio nghĩa hẹp và Boschia có những đặc điểm sinh dưỡng không thể phân biệt được và có nhiều đặc điểm chung về hoa. Sự khác biệt quan trọng giữa hai chi này là các ngăn bao phấn mở ra bằng các lỗ ở đỉnh ở Boschia và bằng các khe dọc ở Durio nghĩa hẹp. Hai chi này tạo thành một nhánh có quan hệ chị em với một chi khác trong tông Durioneae, Cullenia. Ba chi này cùng nhau tạo thành một nhánh có đặc điểm là các bao phấn biến đổi cao (mono- và polythecate, trái ngược với bithecate).
Chi Durio được một số nhà phân loại đặt trong họ Bombacaceae, hoặc số khác xếp vào họ Malvaceae được định nghĩa rộng rãi bao gồm Bombacaceae, và bởi những tác giả khác xếp vào một họ nhỏ hơn chỉ có bảy chi, Durionaceae.
Durio thường được xếp vào họ Bombacaceae vì sự hiện diện của các bao phấn một nhánh, trái ngược với các bao phấn hai nhánh thường gặp ở các loài còn lại trong họ cẩm quỳ (và thực vật hạt kín nói chung). Tuy nhiên, các nghiên cứu đầu tiên kiểm tra phát sinh loài cẩm quỳ bằng cách sử dụng dữ liệu phân tử cho biết tông Durioneae nên được đặt trong phân họ Helicteroideae của họ Malvaceae mở rộng. Các tác giả nghiên cứu đưa ra giả thuyết rằng các bao phấn đơn bào rất có thể đã tiến hóa hội tụ ở Durioneae và trong nhánh Malvatheca (bao gồm các phân họ Malvaceae sl Malvoideae và Bombacoideae).

## Mô tả
Có 30 loài được công nhận thuộc chi Durio, nhưng chỉ có 9 loài cho quả ăn được. Sầu riêng là loài duy nhất được bán trên thị trường quốc tế: các loài khác chỉ được bán ở khu vực địa phương. Cái tên "sầu riêng" có nguồn gốc từ "duri" trong tiếng Ấn Độ-Malay, dùng để chỉ những phần lồi lên của quả.
Thường được xem là vua của các loại trái cây, sầu riêng nổi bật bởi kích thước lớn, mùi khó chịu và lớp vỏ gai đáng sợ. Quả có thể dài đến 30 cm, đường kính 15 cm và thường nặng từ 1 đến 3 kg. Hình dạng quả từ thuôn đến tròn, màu vỏ từ xanh đến nâu và thịt từ vàng nhạt đến đỏ, tùy thuộc vào loài.
Thịt quả khi ăn được tỏa ra một mùi đặc biệt nồng mạnh và thấm ngay cả khi vỏ còn nguyên vẹn. Mùi, tùy thuộc vào từng người, gợi lên mùi hành thối, nhựa thông hoặc thậm chí là nước thải. Mùi dai dẳng của quả đã dẫn đến lệnh cấm sử dụng ở một số khách sạn và phương tiện giao thông công cộng ở Đông Nam Á.
Vào ngày 4 tháng 3 năm 2023, một chiếc máy bay bay từ Istanbul đến Barcelona đã buộc phải quay trở lại vì mùi khó chịu của quả nhiệt đới được vận chuyển trong hầm hàng.

## Loài
- Durio acutifolius (Mast.) Kosterm.
- Durio affinis Becc.
- Durio beccarianus Kosterm. & Soegeng.
- Durio bukitrayaensis Kosterm.
- Durio burmanicus Soegeng.
- Durio carinatus Mast.
- Durio crassipes Kosterm.
- Durio dulcis Becc.
- Durio excelsus (Korth.) Bakh.
- Durio grandiflorus Kosterm. & Soegeng
- Durio graveolens Becc.
- Durio griffithii (Mast.) Bakh.
- Durio kinabaluensis Kosterm & Soegeng
- Durio kutejensis Hassk. & Becc.
- Durio lanceolatus Mast.
- Durio lissocarpus Mast.
- Durio lowianus Scort. & King
- Durio macrantha Kosterm.
- Durio macrolepis Kosterm.
- Durio macrophyllus Ridl.
- Durio malaccensis Planch.
- Durio mansoni (Gamble) Bakh.
- Durio oblongus Mast.
- Durio oxleyanus Griff.
- Durio pinangianus Ridl.
- Durio purpureus Kosterm. & Soegeng.
- Durio singaporensis Ridl.
- Durio testudinars Becc.
- Durio wyatt-smithii Kosterm.
- Durio zibethinus L.